# Palazzo Da Cintoia

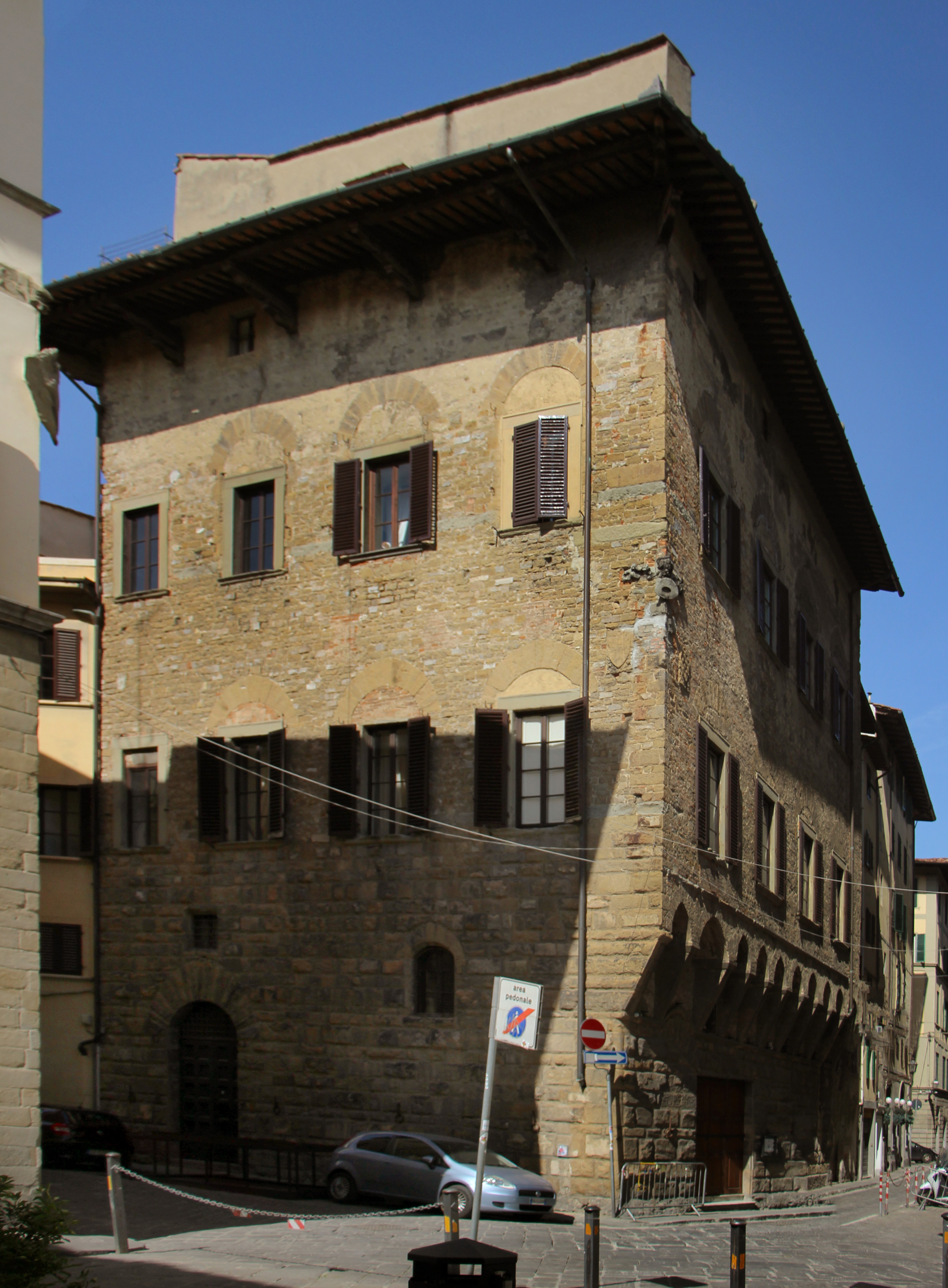
Fachada do Palazzo Da Cintoia.

O Palazzo Da Cintoia é um antigo palácio de Florença situado na esquina da Via della Vigna Vecchia com a Via Isola delle Stinche, com um canto na Piazza San Simone.

## História e arquitectura
O palácio foi construído no século XIV para a nobre família dos Da Cintoia, detentores dum castelo no vale do Greve (afluente do Arno). Remonta aquela época a ordenada fila de mísulas com suportes de arco quebrado, que cria uma geometria regular de triângulos e arcos.
Entre 1430 e 1440, o palácio foi adquirido pelos Salviati, família que tinha muitas outras propriedades na zona da Via Ghibellina. Próximo do palácio encontra-se o edifício duma outra rica companhia comercial, o Palazzo Covoni. 
Coberto pela pedra à vista da típica arquitectura medieval, com blocos quadrados regulares até ao primeiro andar e filaretto nos andares superiores, apresenta numerosas aberturas, ainda que se note que a forma moderna não será aquela original das aberturas em arco, por sua vez acrescentadas, talvez, no século XV.
No século XIX, o palácio estava à venda e foi seleccionado por Herbert Percy Horne entre os possíveis candidatos a hospedar a sua rica colecção de arte e móveis antigos. No entanto, foi perferido o Palazzo Corsi, na Via de' Benci, pois era mais arejado e estava situado numa rua mais movimentada. É precisamente nesse palácio que hoje surge o Museu Horne.

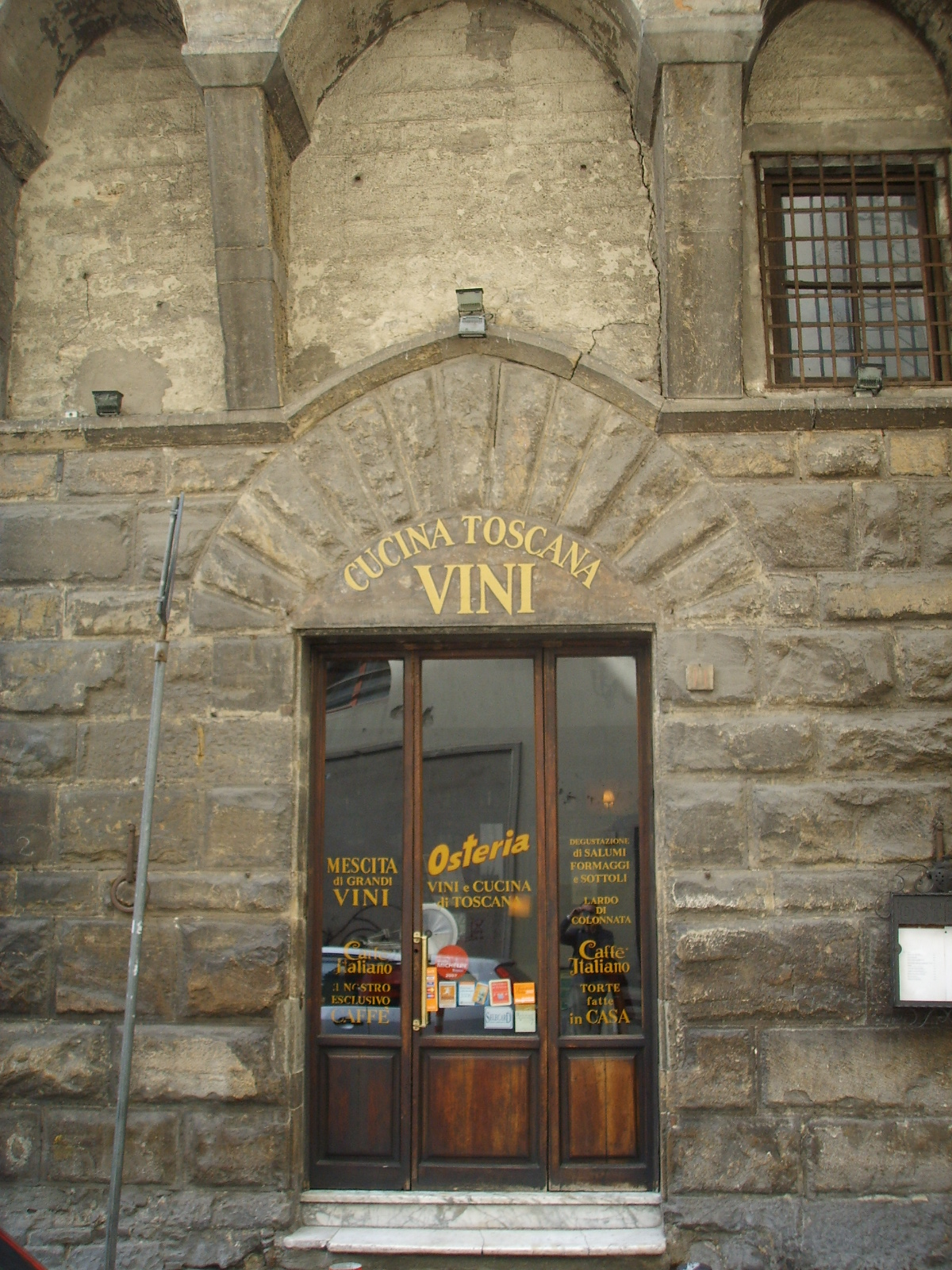
O portal
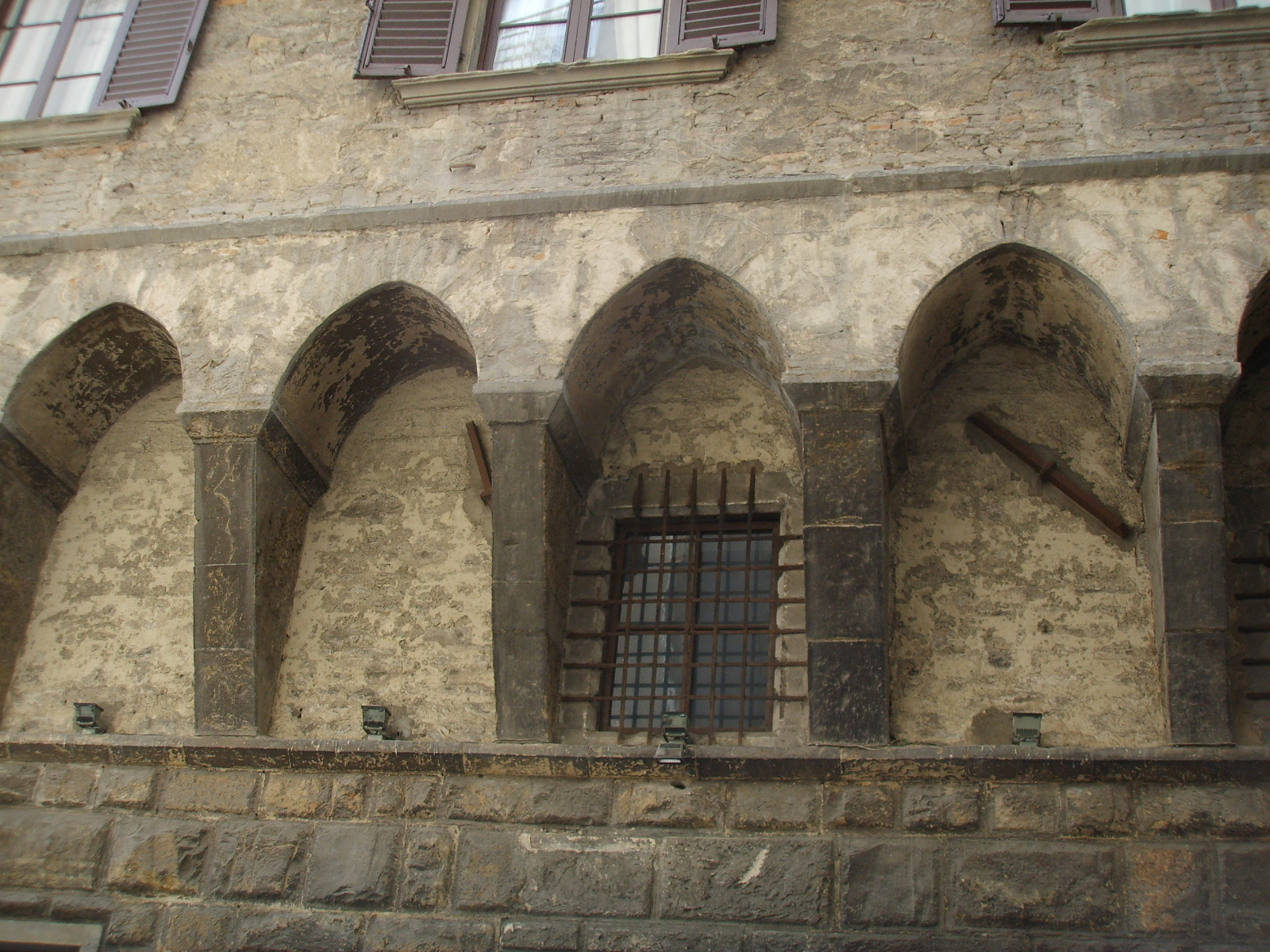
A fila de mísulas medievais